# Priscoficus
Genre
Priscoficus est un genre de mollusques gastéropodes de la famille des Ficidae. 

## Liste d'espèces
Selon World Register of Marine Species (1 octobre 2017) :
- Priscoficus alectodens Marwick, 1942 †
- Priscoficus allani Marwick, 1960 †
- Priscoficus obtusa (P. Marshall, 1917) †